# Pristomerus ruficaput
Pristomerus ruficaput là một loài tò vò trong họ Ichneumonidae.